# Cesaropapismo

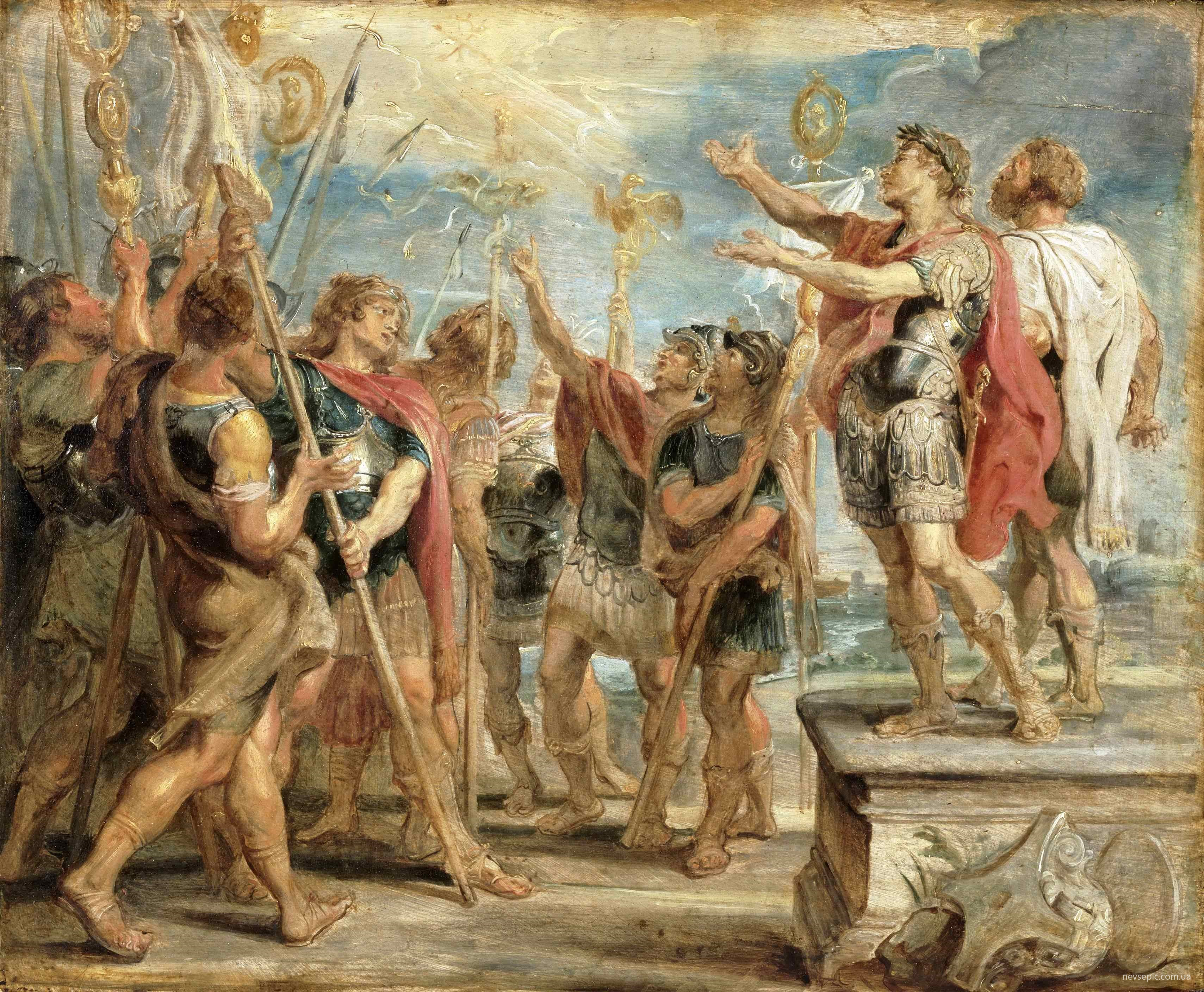
La visione della Croce di Pietro Paolo Rubens

Il cesaropapismo è un sistema politico in cui il sovrano detiene sia il potere temporale che spirituale, spesso associato alla Chiesa ortodossa orientale. Il contrario, ovvero la subordinazione del potere temporale a quello spirituale, prende invece il nome di teocrazia (rar. "papocesarismo").
Il cesaropapismo è realizzato quando il potere politico controlla il potere religioso. Nella sua forma più estrema, il cesaropapismo è una teoria politica nella quale il capo di Stato - nella fattispecie l'imperatore o il re (Cesare) - è anche di diritto il papa, ossia il capo supremo della Chiesa.

## Nascita del fenomeno
Nell'Impero Romano d'Oriente si tentò di realizzare la forma classica di cesaropapismo, in cui il prestigio e la forza delle istituzioni ecclesiastiche derivavano dall'essere sottoposte all'autorità del centro nevralgico del potere politico: Costantinopoli, soprattutto dopo il Grande Scisma. Mentre sotto Costantino nasce effettivamente la ierocrazia in Europa. Egli dopo aver riconosciuto la religione cristiana tra i culti ammessi dallo Stato, si attribuì il titolo di episkopos ton ektos (letteralmente «vescovo di quelli di fuori», oppure, come scrisse Santo Mazzarino, «vescovo dei laici»).
Successivamente, dopo la caduta dell'Impero Romano d'Occidente, nell'Impero Romano d'Oriente, sotto l'imperatore Giustiniano il cesaropapismo diventò una vera e propria forma di governo, che fu adottata da molti imperatori bizantini.
Il cesaropapismo consisteva nell'accentrare nelle mani dell'imperatore il potere spirituale e temporale, dandogli così pieni poteri sulla religione. Ciò ebbe risvolti positivi e negativi, poiché da una parte l'imperatore poteva proteggere la Chiesa dalle eresie, ma dall'altra metteva la Chiesa in un atteggiamento di sudditanza nei suoi confronti e questo ne limitava l'indipendenza.
Questa teoria politica sosteneva il diritto dello Stato - in quanto potere civile = Cesare - di estendere le sue competenze ed esercitare la sua autorità anche in campo religioso, cioè nel territorio spirituale riservato alla Chiesa = papa.  Il potere ecclesiastico era quindi considerato sottoposto a quello civile, il quale esercitava la sua autorità anche in ambito teologico e disciplinare.
Forme di cesaropapismo si sono poi sviluppate anche in Occidente, durante uno dei periodi più difficili della storia ecclesiastica di Roma e precisamente nell'VIII, IX e X secolo quando, in piena feudalizzazione, la Chiesa divenne completamente sottomessa ai sovrani germanici, i quali controllavano l'elezione del Pontefice fin quasi a designarne il candidato.
Singolare esempio di cesaropapismo in Italia è stato il dogado veneto: il Doge (Dux Venetiarum) fin dalle origini assume il controllo civile e religioso sulle terre controllate ed ingaggia varie guerre con il patriarcato di Aquileia controllato dal vescovo di Roma. Con l'arrivo delle spoglie di San Marco evangelista da Alessandria viene istituita la cappella ducale di San Marco (Basilica di San Marco) a cui capo sta il doge. Per tutta la durata della Serenissima il doge esercita prerogative vescovili, presiede alla messa come celebrante, nomina i vescovi della sua diocesi "nullīus" (= "di nessuno") e non teme scomuniche o minacce dal vescovo di Roma. In occasione della pace tra il vescovo romano e l'imperatore germanico a Venezia, il doge Ziani esercita come un Imperator romano il ruolo di giudice super partes che ricompone i dissidi e favorisce la pace. Da allora avrà diritto a tutti i segni di sacralità che il papa romano esibiva: ombrello, spada, ceri, vessilli, sedia.
Unico sovrano realmente a capo del potere civile e religioso dei suoi territori, anticipa il ruolo di capo della chiesa dei re inglesi.
Egli è a capo della chiesa di San Marco e detentore del Patriarcato di Alessandria d'Egitto, del Patriarcato di Costantinopoli e del Patriarcato di Antiochia a seguito della conquista di Costantinopoli durante la quarta crociata.
Ancora nel XVI secolo, Enrico VIII d'Inghilterra, dichiarandosi unico capo supremo della Chiesa d'Inghilterra, conferiva una forma cesaropapista allo Stato che, almeno nella teoria, è ancora vigente nel Regno Unito.
In Russia lo zar attuò una politica cesaropapista ponendo sotto il proprio controllo la Chiesa ortodossa.

## Il cesaropapismo nel Regno Unito
Nel Regno Unito si può asserire che permanga una forma di cesaropapismo, seppure in chiave moderna, in quanto il Re è formalmente il capo (Supreme Governor) della Chiesa anglicana, oltre naturalmente ad essere capo di Stato, anche se nei fatti la Chiesa anglicana è guidata in tutte le questioni spirituali dall'arcivescovo di Canterbury. 
Anche nel momento della sua applicazione reale, comunque, non si trattava di cesaropapismo puro, in quanto alle autorità ecclesiastiche anglicane era riservato di diritto un certo numero di seggi alla Camera dei lord, che in parte conservano ancor oggi.